# Bataille de Oued Djer
La bataille de Oued Djer a lieu en juin 1517, après que les habitants de Ténès ont fait appel à Arudj Barberousse pour renverser leur dirigeant, un agent à la solde des Espagnols ayant pris le contrôle de la ville avec leur appui.

## Histoire
En 1516, Arudj Barberousse, en alliance avec Ahmad al-Kadi, s’empara des villes de Cherchell et d’Alger à la tête d’une armée composée d’environ 800 soldats turcs et de 5 000 auxiliaires kabyles,. Cette conquête suscita une réaction immédiate de la part des Espagnols, qui organisèrent une expédition punitive contre Alger. Celle-ci se solda néanmoins par un échec cuisant lors de l’expédition de 1516.
Dans ce contexte de tensions croissantes, les habitants de Ténès, désireux de se libérer de l’autorité d’un gouverneur perçu comme un agent espagnol, firent appel à Arudj pour le renverser. Ce dernier entreprit alors une campagne militaire en mobilisant une force essentiellement constituée de troupes kabyles. Pour sa part, le sultan de Ténès, Hamid Ben Abid, fidèle aux intérêts espagnols, parvint à rassembler un contingent estimé entre 8 000 et 10 000 combattants arabes,. Rapidement, il prit l’initiative des hostilités en attaquant les forces d’Arudj. En raison des liens étroits unissant Hamid Ben Abid aux Espagnols d’Oran, Arudj envisageait dès le départ une action exemplaire à son encontre,.
Ayant laissé le gouvernement d’Alger à son frère Khayr ad-Din Barberousse, Arudj se mit en marche à la tête d’un corps expéditionnaire composé de 1 500 Maures armés venus d’Espagne ou de janissaires, renforcé par un vaste contingent de combattants kabyles. La confrontation se déroula sur les rives de Oued Djer, à proximité de Blida. L’armée d’Arudj infligea une défaite décisive aux troupes adverses, qu’elle poursuivit jusqu’à Ténès, ville prise sans résistance,,. Les villes de Médéa et de Miliana tombèrent peu après sous son contrôle,.
Cette série de victoires renforça la position d’Arudj dans la région et le conduisit peu après à intervenir à Tlemcen, à la demande de ses habitants qui cherchaient à se libérer de la tutelle espagnole.